# Polisportiva Basket Agropoli
La Polisportiva Basket Agropoli (comunemente nota come Basket Agropoli) è una squadra di pallacanestro della città di Agropoli, in provincia di Salerno.  

## Storia
Fondata nel 1966, alla vigilia della stagione 2015/16 ha raggiunto l'apice della propria storia raggiungendo (tramite ripescaggio al posto dell'Azzurro Napoli Basket 2013) la Serie A2, ovvero il massimo livello dilettantistico della pallacanestro italiana e rivelandosi la sorpresa del campionato conquistando il 2º posto in regular season e l'accesso ai play-off promozione, venendo però subito eliminata dalla Fortitudo Bologna. Nella stagione 2016/17 Agropoli retrocede in Serie B dopo soli 2 anni di permanenza nel massimo campionato dilettantistico, classificandosi all'ultimo posto del girone Ovest. Successivamente rinuncia all'iscrizione in serie B per problemi economici, ripartendo dalla serie D.
La stagione 2023/2024 si conclude con la vittoria del campionato di Divisione Regionale 1 Campania, e la conseguente promozione in Serie C Nazionale per la stagione 2024/2025.

## Cronistoria
| Cronistoria della Polisportiva Basket Agropoli |
| --- |
| - 1966 · Fondazione della Pol. Basket Agropoli. - 2011-2012 · 8ª nel girone C di Divisione Nazionale B, quarti di finale dei play-off promozione. - 2012-2013 · 10ª nel girone C di Divisione Nazionale B. - 2013-2014 · 2ª nel girone D di Divisione Nazionale B, semifinali dei play-off promozione. Turno preliminare di Coppa Italia LNP di Divisione Nazionale B. - 2014-2015 · 1ª nel girone D di Serie B, vince i play-off di girone, 4ª alla final four promozione, ripescata in Serie A2. - 2015-2016 · 2ª nel girone Ovest di Serie A2, ottavi di finale dei play-off promozione. Semifinali di Coppa Italia LNP. - 2016-2017 · 16ª nel girone Ovest di Serie A2, retrocessa in Serie B e poi rinuncia all'iscrizione. - 2017-2018 · 15ª nel Girone A di Serie D Campania, vince il play-out, rinuncia all'iscrizione. - 2018-2021 · attività giovanile. - 2021-2022 · 3ª nel Girone B di Serie D Campania, vince i play-off, promossa in Serie C Silver. - 2022-2023 · 9ª in Serie C Campania, primo turno play-off, retrocessa in DR1. - 2023-2024 · 2ª nel Girone C di DR1 Campania, promossa in Serie C. - 2024-2025 · nel Girone P di Serie C. |

## Colori e simbolo
I colori della maglia del Basket Agropoli sono il bianco ed il blu.
Il simbolo della società raffigura un delfino blu ed una palla da pallacanestro rossa nella quale è scritta la dicitura Basket Agropoli.

## Palazzetto
Il Basket Agropoli gioca le partite casalinghe presso il PalaDiConcilio di Agropoli (SA).